# Musée Borys-Hrintchenko
Le musée Borys-Hrintchenko  est une structure qui rend hommage à l'homme de lettres Borys Hrintchenko, il est classé et se trouve à Mykhaïlivka.

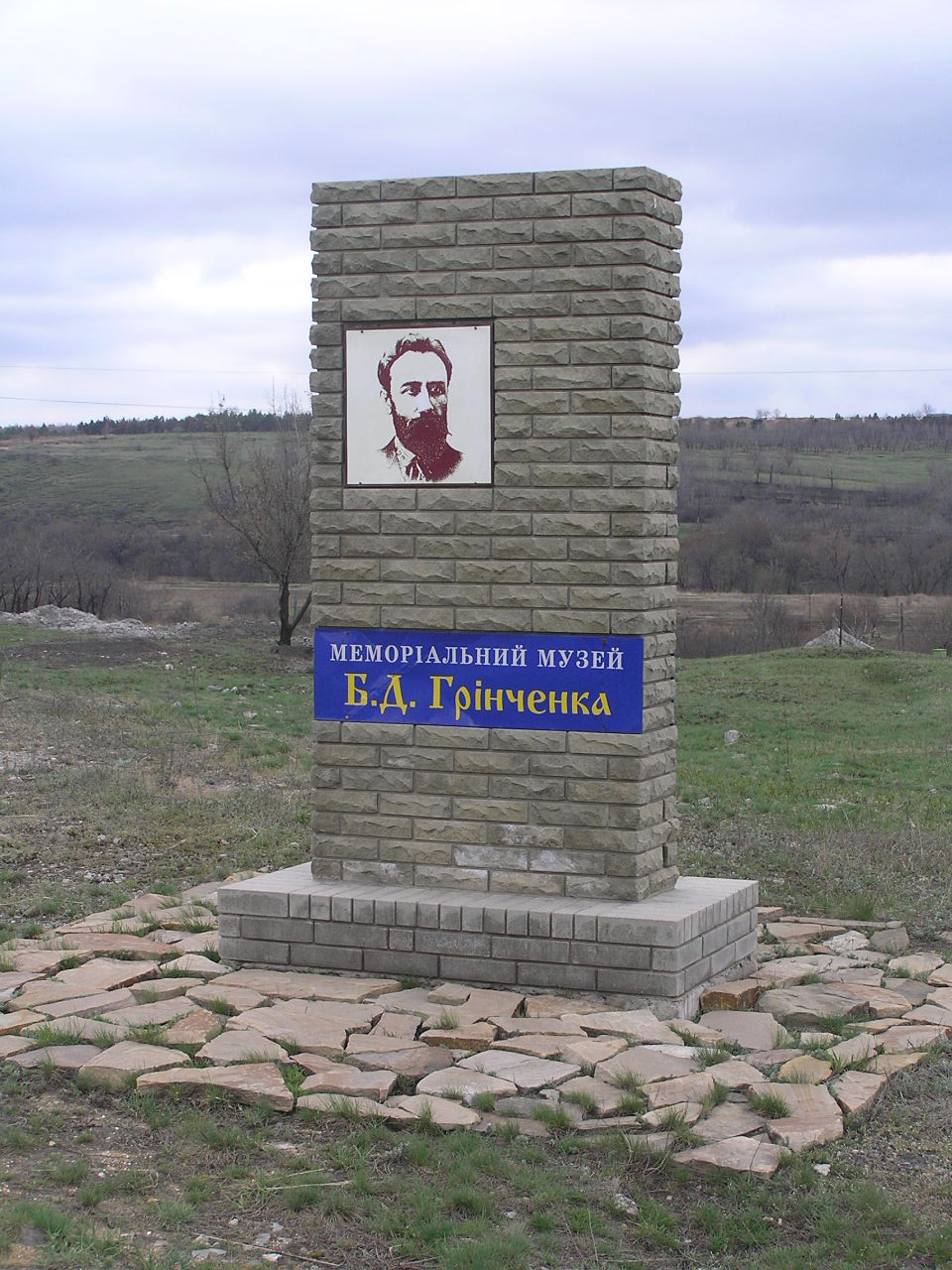
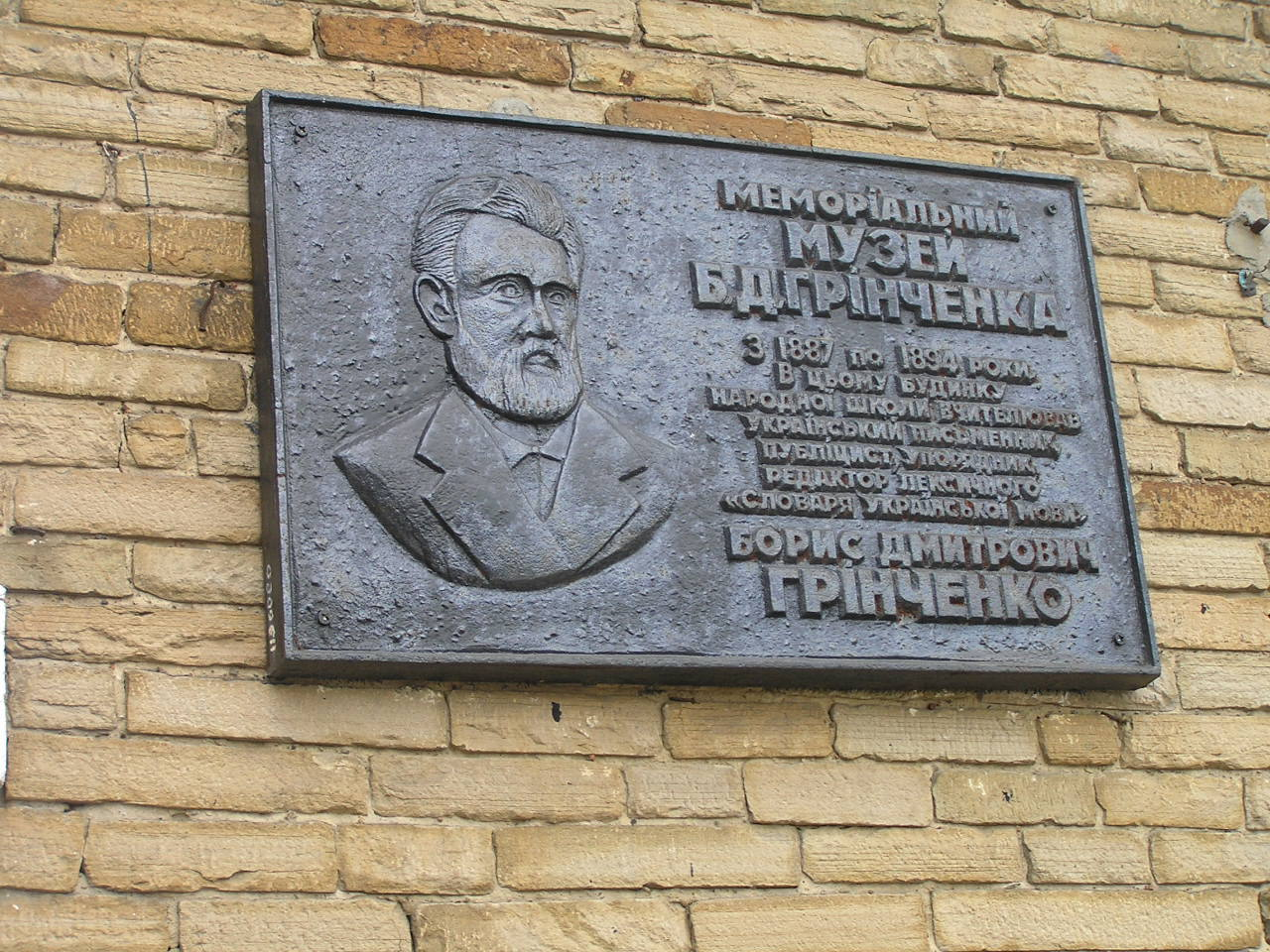
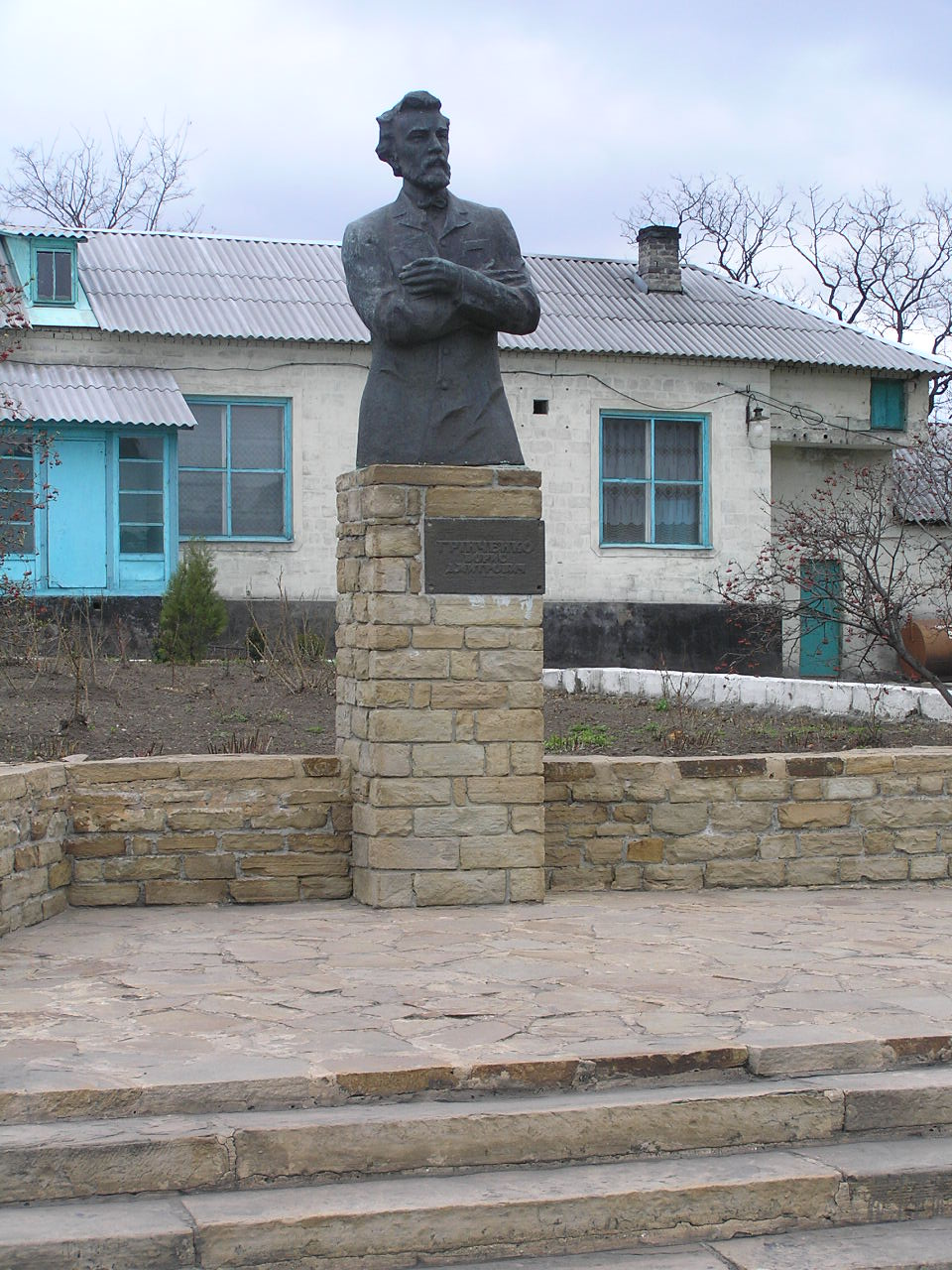

Voir aussi la Liste de musées en Ukraine.